# Kinesisk-sovjetiska schismen

Schismen år 1980: länder i det sovjetiska lägret i rött, i det kinesiska lägret i gult och neutrala länder i svart.

Kinesisk-sovjetiska schismen var en schism mellan folkrepubliken Kina och Sovjetunionen om vilken av dem som skulle vara ledare för den kommunistiska världen. Schismen avfärdade myten om att kommunismen var en enhetlig ideologi utan nationella gränser.
Då Mao Zedong tog över det kinesiska fastlandet började han implementera det kommunistiska systemet på ett annorlunda sätt mot vad Sovjetunionen gjorde. Detta var möjligt, eftersom Kina var självständigt från Sovjetunionen, d.v.s. Moskva kunde inte tillsätta eller avsätta kinesiska ledare. Sakta men säkert uppstod maoism och stalinism som separata ideologier, vilket blev ännu mer synligt då Stalin avled år 1953 och Nikita Chrusjtjov blev Sovjetunionens nya ledare. Då Chrusjtjov började avstaliniseringen, var de kinesiska kommunister emot detta, och de beskyllde Sovjetunionens ledare för att vara revisionister. En viktig skillnad mellan de två länderna var också deras attityd mot västvärlden (speciellt USA): Sovjetunionen ville ha en fredlig samexistens med väst, medan Kina ville sprida revolutionen genast.
Gränskonflikterna som Kina hade med Indien och Taiwan år 1958–1959 ledde till att Sovjetunionen vägrade att leverera en kärnvapenprototyp till Kina och att Chrusjtjov år 1960 återkallade alla sovjetiska experter från Kina. Som motdrag började Kina utveckla sina egna kärnvapen.
Chrusjtjov var emot Maos stora språng, medan Mao i sin tur var emot Chrusjtjovs beslut att använda armén för att kväsa Ungernrevolten år 1956. År 1961 bröt Sovjetunionen sina diplomatiska relationer med Kina, och året efter bröt Kina sina relationer med Sovjetunionen.
Under afghansk-sovjetiska kriget (1979–1989) började Kina stödja mujaheddin-grupper tillsammans med USA. Orsaken var att Kina inte vill ha ytterligare ett prosovjetiskt land vid den kinesiska gränsen.